# De Filmliga
De Filmliga was een Nederlands tijdschrift dat werd uitgegeven door De Nederlandsche Filmliga. De Filmliga was een middel om hun wens voor zuivere en vernieuwende cinema te uiten. Van het tijdschrift, dat tussen 1927 en 1935 werd uitgegeven, werden acht jaargangen uitgebracht. In 1982 zijn de eerste drie jaargangen gebundeld en opnieuw uitgegeven onder redactie van Jan Heijs.

## Redactie
Een selectie van de nationale en internationale redacteurs van De Filmliga:
- Menno ter Braak
- Alberto Cavalcanti
- Albert Helman (Lou Lichtveld)
- Joris Ivens
- Leo Jordaan
- Nico Rost
- Walter Ruttmann
- Henrik Scholte
- Constant van Wessem